# 4748 Tokiwagozen
4748 Tokiwagozen è un asteroide della fascia principale. Scoperto nel 1989, presenta un'orbita caratterizzata da un semiasse maggiore pari a 2,7434601 UA e da un'eccentricità di 0,0554982, inclinata di 16,29765° rispetto all'eclittica.